# Macroconops helleri
Macroconops helleri är en tvåvingeart som beskrevs av Krober 1927. Macroconops helleri ingår i släktet Macroconops och familjen stekelflugor. Inga underarter finns listade i Catalogue of Life.